# فیبر نوری چند مد

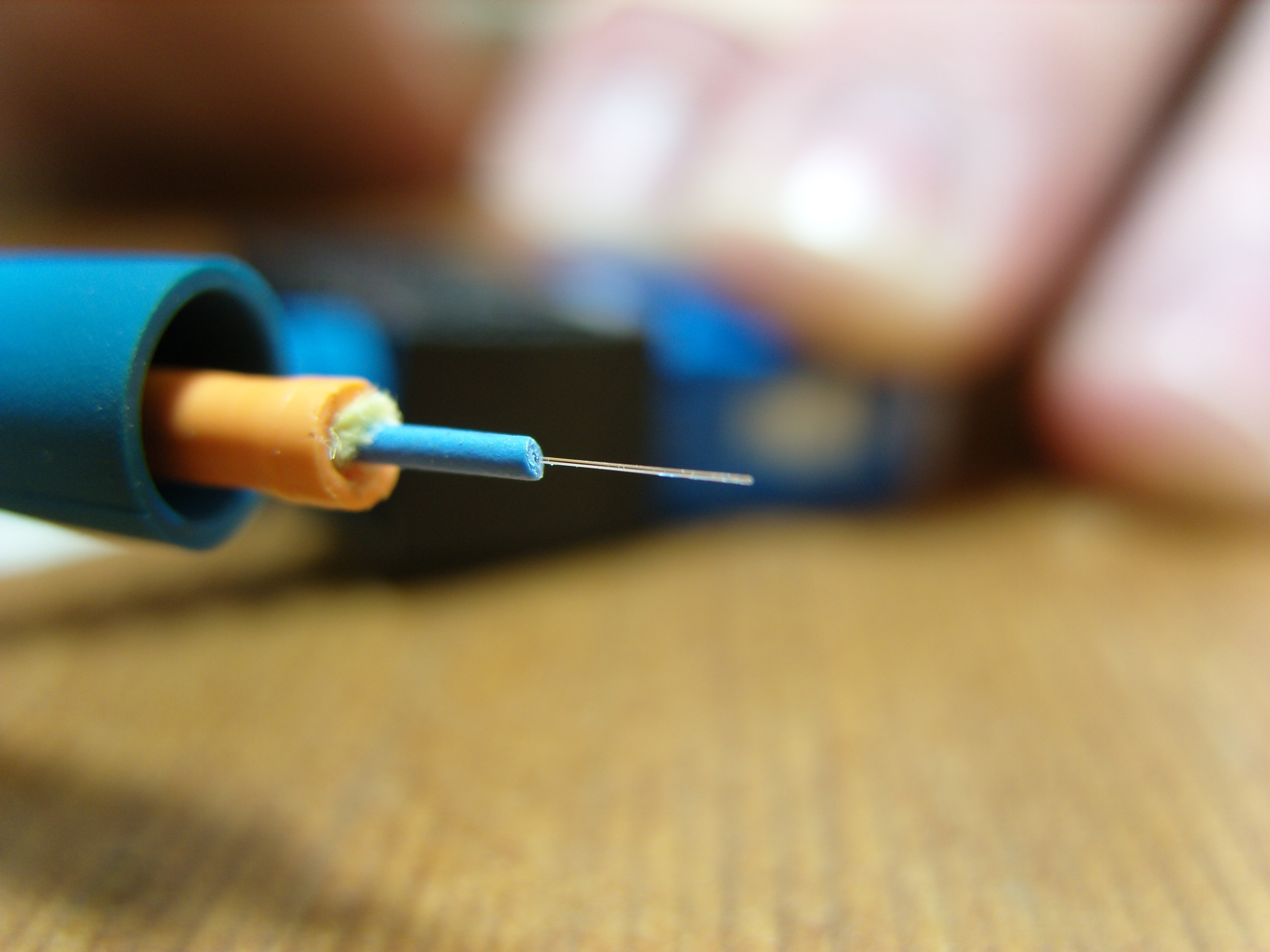
یک فیبر چندمُد بریده شده

فیبر نوری چندمُد (به انگلیسی: Multi-mode optical fiber) یا فیبر نوری چندحالته نوعی فیبر نوری است که بیشتر برای ارتباط در فواصل کوتاه مانند داخل ساختمان یا محوطه دانشگاه استفاده می‌شود. پیوندهای چندمُد را می‌توان برای نرخ داده تا ۸۰۰ گیگابیت بر ثانیه استفاده کرد. فیبر چندمُد دارای قطر هسته نسبتاً بزرگی است که امکان انتشار چندین مُد نور را فراهم می‌کند و حداکثر طول یک پیوند انتقال را به دلیل پَراکُنش مُدی محدود می‌کند. استاندارد جیی.۶۵۱٫۱ پرکاربردترین اَشکال فیبر نوری چندمُد را تعریف می‌کند.

## کاربردها
تجهیزات مورد استفاده برای مخابرات روی فیبر نوری چندمُد نسبت به فیبر نوری تک‌مُد ارزان‌تر است. محدودیت سرعت و فاصله انتقال نوعی، ۱۰۰ مگابیت بر ثانیه برای فواصل تا ۲ کیلومتر (۱۰۰بیس-FX)، ۱ گیگابیت بر ثانیه تا ۱۰۰۰ متر و ۱۰ گیگابیت بر ثانیه تا ۵۵۰ متر است
به دلیل ظرفیت و قابلیت اطمینان بالا، فیبر نوری چندمُد به‌طور کلی برای کاربردهای مازه‌ای در ساختمان‌ها استفاده می‌شود. تعداد فزاینده‌ای از کاربران با اجرای فیبر روی دسکتاپ یا منطقه، مزایای فیبر را به کاربر نزدیک‌تر می‌کنند. معماری‌های منطبق با استانداردها مانند کابل‌کشی متمرکزشده (به انگلیسی: Centralized Cabling) و فیبر به محفظه مخابراتی به کاربران این امکان را می‌دهد که از قابلیت‌های مسافت فیبر با متمرکزسازی الکترونیکی در اتاق‌های مخابراتی به‌جای داشتن وسایل الکترونیکی فعال در هر طبقه استفاده کنند.
فیبر چندمُد برای انتقال سیگنال‌های نور به و از تجهیزات طیف‌سنجی فیبر نوری مینیاتوری (طیف‌سنج‌ها، منابع و لوازم جانبی نمونه‌برداری) استفاده می‌شود و در توسعه اولین طیف‌سنج قابل‌حمل نقش اساسی داشت.
فیبر چندمُد همچنین زمانی استفاده می‌شود که توان‌های نوری بالا از طریق فیبر نوری منتقل شود، مانند جوشکاری لیزری.

## مقایسه با فیبر تک‌مُد
تفاوت اصلی بین فیبر نوری تک‌مد و چندمد در این است که اولی دارای قطر هسته بسیار بزرگتر است، معمولاً ۵۰ تا ۱۰۰ میکرومتر - بسیار بزرگتر از طول‌موج نوری که در آن حمل می‌شود. به دلیل هسته بزرگ و همچنین امکان روزنه عددی بزرگ، فیبر چندمد ظرفیت «جمع‌آوری نور» بالاتری نسبت به فیبر تک‌مد دارد. در عمل، اندازه هسته بزرگتر اتصالات را ساده می‌کند و همچنین امکان استفاده از تجهیزات الکترونیکی کم هزینه مانند دیودهای گسیل‌کننده نور (LED) و لیزرهای گسیل سطحی با کاواک عمودی (ویکسل) را فراهم می‌کند که در ۸۵۰ نانومتر و ۱۳۰۰ طول‌موج نانومتر (فیبرهای تک‌مد مورد استفاده در مخابرات معمولاً در ۱۳۱۰ یا ۱۵۵۰ نانومتر کار می‌کنند.) کار می‌کنند. با این حال، در مقایسه با فیبرهای تک‌مد، محدودیت حاصل‌ضرب پهنای‌باند-فاصله فیبر چندمد کمتر است. از آنجایی که فیبر چندمد دارای اندازه هسته بزرگتر از فیبر تک‌مد است، از بیش از یک مد انتشار پشتیبانی می‌کند. از این رو با پَراکُنش مُدی محدود می‌شود، در حالی که تک‌مُد اینطور نیست.
منابع نور LED گاهی با فیبر چندمد مورد استفاده قرار می‌گیرند طیفی از طول‌موج‌ها را تولید می‌کنند و هر کدام با سرعت‌های متفاوتی منتشر می‌شوند. این پاشش رنگی محدودیت دیگری برای طول مفید کابل فیبر نوری چندمد است. در مقابل، لیزرهایی که برای راه‌اندازی فیبرهای تک‌مد استفاده می‌شوند ، نور همدوس با یک طول‌موج واحد تولید می‌کنند. به دلیل پاشش مُدی، فیبر چندمد نرخ پخشش پالس (به انگلیسی: pulse spreading) بیشتری نسبت به فیبر تک‌مد دارد و ظرفیت انتقال اطلاعات فیبر چندمد را محدود می‌کند.
فیبر تک‌مد اغلب در تحقیقات علمی با دقت بالا استفاده می‌شوند، زیرا محدود کردن نور به یک مد انتشار به آن اجازه می‌دهد تا در نقطه‌ای شدید و با پراش محدود متمرکز شود.
گاهی از رنگ غلاف برای تشخیص کابل‌های چندمد از کابل‌های تک‌مد استفاده می‌شود. استاندارد TIA-598C، برای کاربردهای غیرنظامی، استفاده از غلاف زرد را برای فیبر تک‌مد، و نارنجی یا آبی برای فیبر چندمد، بسته به نوع، توصیه می‌کند. برخی از فروشندگان از بنفش برای تشخیص فیبر مخابراتی اواِم۴ با عملکرد بالاتر از انواع دیگر استفاده می‌کنند.

## انواع
فیبر چندمد با قطر هسته و پوشش آنها توصیف می‌شوند؛ بنابراین، فیبر چندمد ۶۲٫۵/۱۲۵ میکرومتر دارای اندازه هسته ۶۲٫۵ میکرومتر (μm) و قطر پوشش ۱۲۵ میکرومتر است. انتقال بین هسته و پوشش می‌تواند تیز باشد که به آن نمایه شاخص پله‌ای می‌گویند، یا گذار تدریجی که به آن نمایه شاخص تدریجی می‌گویند. این دو نوع ویژگی‌های پراکش متفاوتی دارند و بنابراین فواصل انتشار مؤثر متفاوتی دارند. فیبرهای چندمد ممکن است با مشخصات نمایه شاخص پله‌ای یا تدریجی ساخته شوند.
علاوه بر این، فیبرهای چندمد با استفاده از یک سامانه طبقه‌بندی تعیین شده توسط استاندارد ایزو ۱۱۸۰۱ - اواِم۱، اواِم۲، و اواِم۳ - که بر اساس پهنای‌باند مدی فیبر چندمد است، توصیف می‌شوند. اواِم۴ (تعریف شده در TIA-492-AAAD) در اوت ۲۰۰۹ نهایی شد، و در پایان سال ۲۰۰۹ توسط تی‌آی‌ای منتشر شد. کابل اواِم۴ از ۱۲۵ متر لینک در ۴۰ و ۱۰۰ گیگابیت بر ثانیه را پشتیبانی می‌کند. حروف OM مخفف «چندمُد نوری» است.
برای چندین سال ۶۲٫۵/۱۲۵ میکرومتر (اواِم۱) و فیبر چندمد ۵۰/۱۲۵ میکرومتر (اواِم۲) مرسوم به‌طور گسترده در کاربردهای محوطه ساختمان پیاده‌سازی شد. این فیبرها به راحتی از کاربردهای مختلف از اترنت (۱۰ مگابیت بر ثانیه) به اترنت گیگابیتی (۱ گیگابیت بر ثانیه) و به دلیل اندازه هسته نسبتاً بزرگ آنها برای استفاده با فرستنده‌های LED، ایده‌آل بودند. پیاده‌سازی‌های جدیدتر اغلب از فیبر چندمد ۵۰/۱۲۵ میکرومتر (اواِم۳) بهینه‌شده لیزری استفاده می‌کنند. فیبرهایی که این نام را دارند، پهنای‌باند کافی برای پشتیبانی از اترنت ۱۰ گیگابیت تا ۳۰۰ متر را فراهم می‌کنند. تولیدکنندگان فیبر نوری از زمان صدور آن استاندارد، فرایند تولید خود را تا حد زیادی اصلاح کرده‌اند و می‌توان کابل‌هایی ساخت که از ۱۰ جیی‌بی‌ئی تا ۴۰۰ متر پشتیبانی می‌کنند. فیبر چندمد لیزری (ال‌اواِم‌اِم‌اف) برای استفاده با ویکسل ۸۵۰ نانومتر طراحی شده است.
فیبرهای قدیمی‌تر اف‌دی‌دی‌آی، اواِم۱ و اواِم۲ را می‌توان برای اترنت ۱۰ گیگابیتی تا ۱۰جی‌بیس-ال‌آرام استفاده کرد. این نیاز به رابط اس‌اف‌پی+ برای پشتیبانی از جبران پاشش الکترونیکی (ئی‌دی‌سی) دارد، بنابراین همه سوئیچ‌ها، روترها و سایر تجهیزات نمی‌توانند از این ماژول‌های اس‌اف‌پی+ استفاده کنند.
مهاجرت به ال‌اواِم‌اِم‌اف/اواِم۳ با ارتقاء کاربران به شبکه‌هایی با سرعت بالاتر رخ داده است. LEDها دارای حداکثر نرخ مدولاسیون ۶۲۲ مگابیت بر ثانیه هستند زیرا نمی‌توان آن‌ها را به اندازه کافی سریع روشن/خاموش کرد تا از کاربردهایی با پهنای‌باند بالاتر پشتیبانی کنند. ویکسل‌ها قادر به مدولاسیون بیش از ۱۰ گیگابیت بر ثانیه هستند و در بسیاری از شبکه‌های پرسرعت استفاده می‌شود.
برخی از سرعت‌های اترنت ۲۰۰ و ۴۰۰ گیگابیتی (مانند ۴۰۰جی‌بیس-اس‌آر۴٫۲) از مالتی‌پلکس تقسیم طول‌موج (دبلیودی‌ام) حتی برای فیبر چندمد استفاده می‌کنند که خارج از مشخصات اواِم۴ و پایین‌تر است. در سال ۲۰۱۷، اواِم۵ توسط تی‌آی‌اِی و ایزو برای دبلیودی‌ام ام‌ام‌اف استاندارد شده است و نه تنها حداقل پهنای‌باند مُدی را برای ۸۵۰ نانومتر بلکه منحنی از ۸۵۰ تا ۹۵۳ نانومتر را مشخص می‌کند.
کابل‌ها را گاهی می‌توان با رنگ غلاف متمایز کرد: برای ۶۲٫۵/۱۲۵ میکرومتر (اواِم۱) و ۵۰/۱۲۵ میکرومتر (اواِم۲)، غلاف‌های نارنجی توصیه می‌شود، در حالی که آبی‌دریایی برای ۵۰/۱۲۵ میکرومتر فیبر اواِم۳ و اواِم۴ «بهینه‌سازی‌شده با لیزر» توصیه می‌شود. برخی از فروشندگان فیبر از بنفش برای "اواِم۴+" استفاده می‌کنند. اواِم۵ رسماً به رنگ سبز لیمویی است.
نمایه‌های توان ویکسل، همراه با تغییرات در یکنواختی فیبر، می‌تواند باعث پراکُنش مُدی شود که با تأخیر مُدی تفاضلی (دی‌ام‌دی) اندازه‌گیری می‌شود. پراکُنش مُدی به دلیل سرعت‌های مختلف مُدهای فردی در یک پالس نور ایجاد می‌شود. اثر برآیندی باعث می‌شود که پالس نور در مسافتی پخش شود و تداخل بین‌نمادی ایجاد کند. هر چه طول بیشتر باشد، پراکُنش مُدی بیشتر است. برای مبارزه با پراکُنش مُدی، ال‌اواِم‌اِم‌اف به گونه‌ای ساخته شده است که تغییرات در فیبر که می‌تواند بر سرعتی که یک پالس نور می‌تواند حرکت کند را تحت تأثیر قرار دهد، حذف می‌کند. نمایه با ضریب شکست برای انتقال با ویکسل و جلوگیری از پَخشِش پالس افزایش یافته است. در نتیجه، فیبرها یکپارچگی سیگنال را در فواصل طولانی‌تر حفظ می‌کنند و در نتیجه پهنای‌باند را به حداکثر می‌رسانند.

### مقایسه
| رنگ غلاف و طبقه‌بندی | رنگ غلاف و طبقه‌بندی                                     | پهنای‌باند مُدی کمینه ۸۵۰ / ۹۵۳ / ۱۳۰۰ نانومتر | اترنت سریع ۱۰۰بیس- اف‌ایکس | ۱ گیگابیت (۱۰۰۰ مگابیت) اترنت ۱۰۰۰بیس- اس‌ایکس | ۱ گیگابیت (۱۰۰۰ مگابیت) اترنت ۱۰۰۰بیس- ال‌ایکس          | اترنت ۱۰ گیگابایت ۱۰جی‌بیس-اس‌آر | اترنت ۱۰ گیگابایت ۱۰جی‌بیس-ال‌آرام (نیازمند ئی‌دی‌سی) | اترنت ۲۵ گیگابایت ۲۵جی‌بیس-اس‌آر | اترنت ۴۰ گیگابایت ۴۰جی‌بیس-اس‌دبلیودی‌ام۴ | اترنت ۴۰ گیگابایت ۴۰جی‌بیس-اس‌آر۴      | اترنت ۱۰۰ گیگابایت ۱۰۰جی‌بیس-اس‌آر۱۰ |
| ------------------- | ------------------------------------------------------- | -------------------------------------------- | ------------------------- | --------------------------------------------- | ------------------------------------------------------ | ------------------------------ | ------------------------------------------------- | ------------------------------ | -------------------------------------- | ------------------------------------ | ---------------------------------- |
|                     | اف‌دی‌دی‌آی (۶۲٫۵/۱۲۵)                                     | ۱۶۰ / – / ۵۰۰ مگاهرتز. کیلومتر               | ۲۰۰۰ متر                  | ۲۲۰ متر                                       | ۵۵۰ متر (وصله بندنافی برای آماده‌سازی-مُد مورد نیاز است) | ۲۶ متر                         | ۲۲۰ متر                                           | پشتیبانی نمی‌شود                | پشتیبانی نمی‌شود                        | پشتیبانی نمی‌شود                      | پشتیبانی نمی‌شود                    |
|                     | اواِم۱ (۶۲٫۵/۱۲۵)                                        | ۲۰۰ / – / ۵۰۰ مگاهرتز. کیلومتر               | ۲۰۰۰ متر                  | ۲۷۵ متر                                       | ۵۵۰ متر (وصله بندنافی برای آماده‌سازی-مُد مورد نیاز است) | ۳۳ متر                         | ۲۲۰ متر                                           | پشتیبانی نمی‌شود                | پشتیبانی نمی‌شود                        | پشتیبانی نمی‌شود                      | پشتیبانی نمی‌شود                    |
|                     | اواِم۲ (۵۰/۱۲۵)                                          | ۵۰۰ / – / ۵۰۰ مگاهرتز. کیلومتر               | ۲۰۰۰ متر                  | ۵۵۰ متر                                       | ۵۵۰ متر (وصله بندنافی برای آماده‌سازی-مُد مورد نیاز است) | ۸۲ متر                         | ۲۲۰ متر                                           | پشتیبانی نمی‌شود                | پشتیبانی نمی‌شود                        | پشتیبانی نمی‌شود                      | پشتیبانی نمی‌شود                    |
|                     | اواِم۳ (۵۰/۱۲۵) *بهینه‌شده برای لیزر*                     | ۱۵۰۰ / – / ۵۰۰ مگاهرتز. کیلومتر              | ۲۰۰۰ متر                  | ۵۵۰ متر                                       | ۵۵۰ متر (نباید از وصله با آماده‌سازی-مُد استفاده کرد)    | ۳۰۰ متر                        | ۲۲۰ متر                                           | ۷۰ متر                         | ۲۴۰ متر دوطرفه ال‌سی                    | ۱۰۰ متر (۳۳۰ متر کیواس‌اف‌پی+ ئی‌اس‌آر4) | ۱۰۰ متر                            |
|                     | اواِم۴ (۵۰/۱۲۵) *بهینه‌شده برای لیزر*                     | ۳۵۰۰ / – / ۵۰۰ مگاهرتز. کیلومتر              | ۲۰۰۰ متر                  | ۵۵۰ متر                                       | ۵۵۰ متر (نباید از وصله با آماده‌سازی-مُد استفاده کرد)    | ۴۰۰ متر                        | >۲۲۰ متر                                          | ۱۰۰ متر                        | ۳۵۰متر دوطرفه ال‌سی                     | ۱۵۰ متر (۵۵۰ متر کیواس‌اف‌پی+ ئی‌اس‌آر4) | ۱۵۰ متر                            |
|                     | اواِم۵ (۵۰/۱۲۵) «چندمُد پهن‌باند» برای دبلیودی‌ام موج کوتاه | ۳۵۰۰ / ۱۸۵۰ / ۵۰۰ مگاهرتز. کیلومتر           | ۲۰۰۰ متر                  | ۵۵۰ متر                                       | ۵۵۰ متر (نباید از وصله با آماده‌سازی-مُد استفاده کرد)    | ۴۰۰ متر                        | >۲۲۰ متر                                          | ۱۰۰ متر                        | ۳۵۰متر دوطرفه ال‌سی                     | ۱۵۰ متر (۵۵۰ متر کیواس‌اف‌پی+ ئی‌اس‌آر4) | ۱۵۰ متر                            |

1. ↑  «دسترسی» به معنای حداکثر طول است، «حداقل» طولی است که تضمین می‌شود در صورت رعایت مشخصات کار کند.
2. ↑  پرتاب فرا-پُرشده اواف‌ال برای ۸۵۰/۹۳۵ نانومتر / پهنای‌باند مُدی مؤثر ئی‌امبی برای ۱۳۱۰ نانومتر

## شار احاطه‌شده
استاندارد IEC 61280-4-1 (در حال حاضر TIA-526-14-B) شار محصور شده را تعریف می‌کند که اندازه‌های تزریق نور آزمایشی (برای قُطرهای مختلف فیبر) را مشخص می‌کند تا اطمینان حاصل شود که هسته فیبر فرا-پُر (به انگلیسی: over-filled) یا زیر-پر (به انگلیسی: under-filled) نشده است تا امکان تکرارپذیری بیشتر (و تغییرپذیری کمتر) اندازه‌گیری تلفات-پیوند را فراهم کند.